# Áp suất âm thanh

Biểu đồ áp suất âm: 1. yên tĩnh, 2. âm thanh nghe thấy, 3. áp suất khí quyển, 4. áp suất âm tức thời

Áp suất âm hay áp suất âm thanh là chênh lệch áp suất cục bộ so với áp suất khí quyển trung bình gây ra bởi một sóng âm. Áp suất âm trong không khí có thể được đo bằng microphone, và trong nước bằng cách dùng hydrophone. Đơn vị SI cho áp suất âm p là pascal (ký hiệu: Pa).
Ngưỡng áp suất âm (SPL) hay ngưỡng âm thanh là đo lường lô-ga-rít áp suất âm hiệu dụng của một âm thanh so với một giá trị tham chiếu. Nó được đo bằng đề-xi-ben (dB) trên một ngưỡng tham chiếu tiêu chuẩn. Áp suất âm "không" tham chiếu thường dùng trong không khí là 20 µPa RMS, which is usually considered the threshold of human hearing (at 1 kHz).

## Áp suất âm tức thời
Áp suất âm tức thời là độ lệch từ các áp suất môi trường xung quanh cục bộ {\displaystyle p_{0}} gây ra bởi một sóng âm tại một vị trí đã cho và given instant in time.
Áp suất âm hiệu dụng là đạo hàm cấp hai của áp suất âm tức thời over a given interval of time (or space).
Áp suất âm tổng {\displaystyle p_{tong}} bằng:
{\displaystyle p_{tong}=p_{0}+p_{osc}\,}
ở đây:
{\displaystyle p_{0}} = áp suất khí quyển xung quanh cục bộ,
{\displaystyle p_{osc}} = chênh lệch áp suất âm.

### Cường độ
Trong một sóng âm, biến bổ sung cho áp suất âm là vận tốc hạt âm thanh.
Chúng cùng nhau xác định cường độ âm thanh của sóng. Cường độ âm thanh tức thời cục bộ là kết quả của áp suất âm và vận tốc âm thanh.
{\displaystyle {\vec {I}}=p{\vec {v}}}

### Trở kháng âm thanh
Đối với biên độ nhỏ, áp suất âm thanh và vận tốc hạt liên quan tuyến tính  và tỷ lệ của chúng là trở kháng âm thanh. Trở kháng âm thanh phụ thuộc vào cả các đặc tính của sóng và trung gian truyền tải.
Trở kháng âm thanh được cho bởi
{\displaystyle Z={\frac {p}{U}}}
ở đây
Z là trở kháng âm thanh
p là áp suất âm
U là particle velocity

### Dịch chuyển hạt
Áp suất âm p liên quan tới dịch chuyển hạt (hoặc biên độ hạt) ξ bằng công thức
{\displaystyle \xi ={\frac {v}{2\pi f}}={\frac {v}{\omega }}={\frac {p}{Z\omega }}={\frac {p}{2\pi fZ}}\,}.
Áp suất âm p là
{\displaystyle p=\rho c2\pi f\xi =\rho c\omega \xi =Z\omega \xi ={2\pi f\xi Z}={\frac {aZ}{\omega }}=c{\sqrt {\rho E}}={\sqrt {\frac {P_{ac}Z}{A}}}\,},
thông thường đơn vị N/m² = Pa.
ở đây:
| Ký hiệu                                                | Đơn vị SI | Ý nghĩa                    |
| ------------------------------------------------------ | --------- | -------------------------- |
| p                                                      | pascal    | áp suất âm                 |
| f                                                      | hertz     | tần số                     |
| ρ                                                      | kg/m³     | mật độ không khí           |
| c                                                      | m/s       | tốc độ âm thanh            |
| v                                                      | m/s       | vận tốc hạt                |
| {\displaystyle \omega } = 2 · {\displaystyle \pi } · f | Radian/s  | tần số góc                 |
| ξ                                                      | Mét       | dịch chuyển hạt            |
| Z = c • ρ                                              | N·s/m³    | trở kháng âm thanh         |
| a                                                      | m/s²      | gia tốc hạt                |
| I                                                      | W/m²      | cường độ âm thanh          |
| E                                                      | W·s/m³    | mật độ năng lượng âm thanh |
| Pac                                                    | Watt      | công suất âm               |
| A                                                      | m²        | Diện tích                  |

### Quy luật khoảng cách
Khi đo âm thanh được tạo ra bởi một đối tượng, điều quan trọng là đo được khoảng cách tới đối tượng, vì áp lực âm thanh giảm dần theo khoảng cách từ một nguồn điểm với 1/r (chứ không phải 1/r2, như cường độ âm thanh).
Quy luật khoảng cách này đối với áp suất âm p trong 3D is inverse-proportional to the distance r of a punctual sound source.
{\displaystyle p\propto {\dfrac {1}{r}}\,}
Nếu áp suất âm {\displaystyle p_{1}\,}, được đo tại một khoảng cách {\displaystyle r_{1}\,}, one can calculate the sound pressure {\displaystyle p_{2}\,} at another position {\displaystyle r_{2}\,},
{\displaystyle {\frac {p_{2}}{p_{1}}}={\frac {r_{1}}{r_{2}}}\,}
{\displaystyle p_{2}=p_{1}\cdot {\dfrac {r_{1}}{r_{2}}}\,}

## Mức độ áp suất âm thanh
Mức độ công suất âm thanh là một đo đạc loga của công suất của một âm thanh so với một giá trị tham chiếu.

Mức độ công suất âm thanh, ký hiệu là LW và đo theo dB, được định nghĩa bằng:
{\displaystyle L_{W}={\frac {1}{2}}\ln \!\left({\frac {P}{P_{0}}}\right)\!~\mathrm {Np} =\log _{10}\!\left({\frac {P}{P_{0}}}\right)\!~\mathrm {B} =10\log _{10}\!\left({\frac {P}{P_{0}}}\right)\!~\mathrm {dB} ,}
trong đó
- p áp suất âm thanh giá trị hiệu dụng;[3]
- p0 là áp suất âm thanh tham chiếu;
- 1 Np = 1 là neper;
- 1 B = 1/2 ln 10 là bel;
- 1 dB = 1/20 ln 10 là decibel.

Công suất âm thanh tham chiếu thường được sử dụng trong không khí là
{\displaystyle p_{0}=20~\mathrm {\mu Pa} ,}